# 泰森·钱德勒
泰森·克莱奥蒂斯·錢德勒（英語：Tyson Cleotis Chandler，1982年10月2日—）美國男子籃球運動員，為2001年選秀會「高中四少」之一，外號「拳王」、「TY」。場上位置為中鋒。曾在2011年時作為達拉斯小牛的主戰中鋒拿下NBA總冠軍。
錢德勒是一名高機動防守型中鋒。從2009-10年賽季開始，罰球也長年維持在七成左右，以防守型中鋒來說是相當有水準的命中率。根據共事過的隊友給出的評價，錢德勒是一名出色的休息室領袖、優秀的防守核心並且深得隊友信賴。
為2001年NBA選秀榜眼。NBA生涯主要榮譽有：
- 一次總冠軍(2011達拉斯小牛)
- 一次年度第三隊(2012)
- 一次年度最佳防守球員(2012)
- 一次年度防守一陣(2013)
- 兩次年度防守二陣(2011、2012)
- 一次明星賽(2013)

另外，錢德勒也三度入選國家隊，出賽過奧運、美洲盃和世界盃，皆獲得金牌。

## NBA 生涯

### 芝加哥公牛(2001-2006)
2001年NBA選秀會，選前出現了四名頗具聲勢的優秀高中中鋒，當時被稱為「高中四少」。分別是夸梅·布朗(Kwame Brown)、泰森·錢德勒(Tyson Chandler)、艾迪·柯瑞(Eddy Curry)和德薩加那·裘普(DeSagana Diop)。其中錢德勒在第一輪第2順位被洛杉磯快艇選中，成為該屆選秀榜眼。
雖然風光成為選秀榜眼，但當時亟欲補強球隊在籃板端把握度的快艇在拿下錢德勒後馬上將其交易至芝加哥公牛以換回當時場均能拿下20分10籃板的1999年狀元內線艾爾頓·布蘭德。
芝加哥公牛時期的錢德勒和公牛在第四順位選進的「高中四少」的另一位中鋒艾迪˙柯瑞組成一攻一守的七呎雙塔，是當時頗具聲勢的組合。
錢德勒在公牛時證明了自己是一名不差的防守型中鋒、並且在籃板端有著高效率。但這時的錢德勒並沒有特別獲得重用、同時也有著背傷困擾。五個賽季內更多時候作為替補登場，也還沒辦法妥善地控制犯規次數。

### 紐奧良黃蜂(2006-2009)
2006年休賽季，芝加哥公牛簽下了四次年度最佳防守球員的班·華勒斯。在考慮到錢德勒和華勒斯的功能性重疊以及其他球員的續約問題之下，決定將錢德勒交易。
被交易至紐奧良黃蜂的錢德勒和新秀賽季就有16.1分、7.8助攻的超級新人克里斯·保羅一拍即合，兩人經歷一季的磨合後實力開始反映至戰績。
2006-07賽季，錢德勒場均能拉下生涯最高的12.4籃板；2007-08賽季完成了生涯第一次的賽季場均雙十(11.8分、11.7籃板)。同時展現了在進攻籃板上的統治力，4.4個進攻籃板(2006-07)和4.1個進攻籃板(2007-08)分別是生涯最高和聯盟第一。但是2008-09賽季再次遭遇傷病侵襲，缺席了不少比賽。
2009年休賽季，聯盟託管狀態的黃蜂在商討後決定交易錢德勒。

### 夏洛特山貓(2009-2010)
2009年休賽季，錢德勒被交易至草創初期的夏洛特山貓(今夏洛特黃蜂前身)。
錢德勒在山貓受到傷病困擾，上場時間下滑至22.8分鐘。此期間在數據上並沒有特別亮眼的表現，但仍在季後賽時有效限制住了當時如日中天的2004年狀元中鋒德懷特·霍華德。
2010年休賽季，山貓將錢德勒交易至達拉斯小牛。

### 達拉斯小牛(2010-2011)
2010年夏天，錢德勒與法籍球員亞力克西斯·阿金薩一起被交易到達拉斯小牛。
在2010-11賽季，錢德勒和小牛傳奇大前鋒德克·諾威斯基組成一攻一守的七呎雙塔組合。傷癒回歸的錢德勒不僅沒有退化，甚至打出了更加優秀的防守水準、蛻變為年度最佳防守球員的有力角逐者。
小牛以錢德勒和當時年歲已高的傳奇控衛傑森·基德作為防守核心、搭配諾威斯基、傑森·泰瑞等人的進攻火力組成分工明確的體系，以西區第三之姿晉級季後賽。
在西區第一輪以4:2擊退波特蘭拓荒者後，在第二輪爆冷門以4:0橫掃當時由傳奇得分後衛科比·布萊恩領軍、聲勢如日中天的洛杉磯湖人，接著在西區冠軍賽4:1拿下正要崛起但尚顯青澀、擁有三名未來MVP「三少」的奧克拉荷馬雷霆。
在總冠軍賽時小牛面對擁有「小皇帝」勒布朗·詹姆斯、「閃電俠」德韋恩·韋德和「龍王」克里斯·波許，三巨頭成軍第一年的邁阿密熱火。最後在全隊將士用命之下，在不被看好的情況下以4:2逆轉熱火奪冠。
由於小牛這個賽季季後賽所面對的對手強度以及詹姆斯在賽場外一些引起輿論的言行，2011年小牛成為了「純度最高總冠軍」討論的常客之一。

### 紐約尼克(2011-2014)
2011年休賽季，錢德勒原想長約續留達拉斯，但小牛僅願意提供兩年合約。最後透過先簽後換的方式，在三方交易中被換至紐約尼克。在加盟記者會上，錢德勒直言要帶頭改善向來不看重防守的尼克隊的防守。
2011-12賽季，此時尼克隊陣中阿瑪雷·史陶德邁爾和卡梅羅·安東尼的前鋒組合搭配的效果並沒有想像中好、並且史陶德邁爾和陣中多名球員也出現傷病困擾。在安東尼的推薦下，總教練麥克·狄安東尼啟用了板凳末端的林書豪。而林書豪和錢德勒的組合搭配著幾名綠葉球員意外地打出了一波連勝，挽救了尼克岌岌可危的賽季。雖然逆勢搶得季後賽門票，但仍在第一輪就被捲土重來的邁阿密熱火4:1擊退。即使在季後賽一輪止步，錢德勒仍獲得年度最佳防守球員和NBA年度三陣的肯定，是尼克隊史第一位年度最佳防守球員。
值得一提的是，歷史上首次出現了年度最佳防守球員並未獲選年度防守一陣的情況。同樣情況在下一個賽季也發生在2013年年度最佳防守球員馬克˙蓋索身上。
2013年休賽季，尼克在新任總管葛蘭·古倫瓦德(Glen Grunwald)的穿針引線之下，找來傑森·基德、馬庫斯·坎比、拉希德·華勒斯等過去擁有優秀防守實力的老將壓陣，並且將總教練換成看重防守的麥克·伍德森。
2012-13賽季，尼克打出整個10年代最輝煌的一個賽季。控衛位置上雷蒙·費爾頓和基德解放了安東尼的進攻實力。錢德勒在這個賽季也交出10.4分、10.7籃板的成績，作為防守核心帶動全隊防守，並且入選了生涯唯一一次明星賽、是明星賽史上罕見的純防守型球員。入選年度防守一陣也成功一掃去年的遺憾，但因為中鋒名額只有一個所以造成本賽季年度最佳防守球員馬克·蓋索遇到了和去年的錢德勒一樣的狀況。
12-13賽季尼克開季拉出一波7連勝、最後以54勝28敗高居東區第二。在例行賽中，本賽季的尼克是全聯盟唯一一支對當時不可一世的三巨頭熱火仍拿下對戰優勢(三勝一敗)的球隊、並且淨勝分相當大。在季後賽中，第一輪以4:2拿下波士頓塞爾蒂克、第二輪時面對印第安納溜馬時團隊進攻熄火，以4:2敗陣，無緣在東區冠軍賽向熱火的連霸之路發起挑戰。
另外在這個賽季，錢德勒也創下了生涯單場最高的28籃板紀錄。在2月28日時出戰金州勇士的比賽中，在第一節就獨攬13籃板、最終累計28籃板為生涯單場最高。11月27日出陣籃網的比賽中13投12中拿下28分也是生涯單場最高。
2013-14賽季，錢德勒受傷病困擾僅出場55場比賽。尼克隊在老將一一退休離隊、主控費爾頓和第二得分點J.R.史密斯完全找不回狀態的情況下由安東尼獨挑大樑，最後尼克以37勝45敗位列東區第九，以一場之差無緣季後賽。
2014年3月15日，尼克找來了名教練「禪師」菲爾·傑克森出任球隊總裁。菲爾傑克森上任後，隨即在休賽季炒掉了總教練伍德森、並以賤賣的價格交易掉了錢德勒。

### 達拉斯小牛(2014-2015)
2014年休賽季，「禪師」菲爾˙傑克森入主尼克成為新任總裁。傑克森為了打造一支符合自己理想的尼克隊，開始清除自己認為不需要的人馬，其中包括將過去一直作為球隊休息室領袖獲得高評價的錢德勒直指為休息室毒瘤、隨即被賤賣交易至達拉斯小牛。
2014-15賽季重回小牛的一年間，再次跟諾威斯基並肩作戰。這個賽季最終交出10.3分、11.5籃坂的成績幫助小牛以50勝32敗的戰績重返季後賽。
這個賽季，小牛所在的西南組在2005-06賽季之後再次全員殺入季後賽。這是有「死亡之組」之稱的西南組歷史第二次全員晉級。
2015年休賽季，錢德勒成為自由球員，尋找生涯最後一份大合約。

### 鳳凰城太陽(2015-2018)
2015年休賽季，鳳凰城太陽為了吸引拉馬庫斯·阿德雷奇加盟而找上了錢德勒。最後以大約4年5200萬美金的價碼簽下了錢德勒。但是阿德雷奇跑去聖安東尼奧馬刺。
太陽在此時是一支重建球隊，並不需要追逐戰績。因此這時的錢德勒在陣中主要任務為指導年輕中鋒亞歷克斯·蘭恩，上場時間也銳減。
即使上場時間受限，錢德勒也仍然能交出優秀的成績。太陽隊史記錄的單場13顆進攻籃板、太陽隊史唯一連續兩場比賽至少20顆籃板、單場27籃板等表現都證明了錢德勒仍然具備先發中鋒水準的實力。
另外，也在這個賽季成功排進NBA歷史籃板榜前五十名，賽季結束時暫居歷史第49名
2016-17賽季，錢德勒仍能場均拉下11.5顆籃板，但阻攻上的成績開始出現滑落，在換算36分鐘的數據上場均阻攻首度跌破1.0次。
2017-18賽季，年齡和傷病終於開始對錢德勒造成明顯的影響。雖然實力明顯有所退化，不過錢德勒在這個賽季完成生涯10000籃板的成就。
在12月27日對陣灰熊的比賽中，雙方膠著到最後一刻。在比賽最後0.6秒時太陽邊線發球，高吊傳給錢德勒完成了罕見的壓秒空中接力灌籃絕殺、沒有留下任何時間。這是錢德勒生涯首次絕殺 （页面存档备份，存于）。
2018-19賽季前段，鳳凰城太陽在錢德勒出場7場比賽後將其買斷。買斷澄清期結束後，錢德勒以老將底薪加盟洛杉磯湖人。

### 洛杉磯湖人(2018-2019)
錢德勒在被太陽買斷後，以一年老將底薪加盟洛杉磯湖人。
這一季的湖人即使季前吸引「小皇帝」詹姆斯的投靠，但仍不具備競爭力，並沒有晉級季後賽。整個2018-19賽季，錢德勒的上場時間縮減至不到16分鐘，雖然仍偶有佳作、但數據端還是退化到只剩下3.1分和5.6籃板。
賽季結束後，錢德勒再次成為自由球員。選擇以一年老將底薪南進休士頓。

### 休士頓火箭(2019-2020)
2019年休賽季，錢德勒和休士頓火箭達成一份一年老將底薪合約，南進休士頓。
2019年12月29日，同梯內線扎克·藍道夫宣布退役。自此錢德勒成為2001梯次留在場上的最後一人。
錢德勒在火箭既出任過先發也曾整場被按在板凳不給上場。場均出場8.5分鐘的時間已經難以交出合格的成績單。但在這個賽季，錢德勒還是讓自己在歷史籃板榜的榜單上推進到第34名。
雖然這個賽季火箭挺進季後賽，但錢德勒並沒有在季後賽被起用。此時的錢德勒已經成為了待退老將。

### 自由球員時期(2020-2021)
2020年休賽季因疫情推遲至秋冬之際。2020-21賽季，錢德勒沒有獲得任何球隊的報價、但尚未宣布退休。
2021年9月，錢德勒受到新上任達拉斯獨行俠主帥職位的前隊友傑森·基德邀請，回到老東家協助指導陣中長人。不過錢德勒並沒有簽約成為球團人員而僅僅是提供幫助，並透露目前仍在尋找自己接下來想做什麼、對執教也有些興趣，但當下不打算擔任球團職位。

## NBA 生涯數據
| 粗體 | 生涯最佳   |
| †    | NBA 總冠軍 |
|      | 領先聯盟   |

### 例行賽
| 賽季     | 球隊       | GP   | GS  | MPG  | FG%   | 3P%  | FT%    | RPG  | APG | SPG | BPG | PPG  |
| -------- | ---------- | ---- | --- | ---- | ----- | ---- | ------ | ---- | --- | --- | --- | ---- |
| 2001–02  | 芝加哥公牛 | 71   | 31  | 19.6 | 49.7% | -    | 60.4%  | 4.8  | 0.8 | 0.4 | 1.3 | 6.1  |
| 2002–03  | 芝加哥公牛 | 75   | 68  | 24.4 | 53.1% | -    | 60.8%  | 6.9  | 1.0 | 0.5 | 1.4 | 9.2  |
| 2003–04  | 芝加哥公牛 | 35   | 8   | 22.3 | 42.4% | 0.0% | 66.9%  | 7.7  | 0.7 | 0.5 | 1.2 | 6.1  |
| 2004–05  | 芝加哥公牛 | 80   | 10  | 27.4 | 49.4% | 0.0% | 67.3%  | 9.7  | 0.8 | 0.9 | 1.8 | 8.0  |
| 2005–06  | 芝加哥公牛 | 79   | 50  | 26.8 | 56.5% | 0.0% | 50.3%  | 9.0  | 1.0 | 0.5 | 1.3 | 5.3  |
| 2006–07  | 紐奧良黃蜂 | 73   | 73  | 34.6 | 62.4% | 0.0% | 52.7%  | 12.4 | 0.9 | 0.5 | 1.8 | 9.5  |
| 2007–08  | 紐奧良黃蜂 | 79   | 79  | 35.2 | 62.3% | 0.0% | 59.3%  | 11.7 | 1.0 | 0.6 | 1.1 | 11.8 |
| 2008–09  | 紐奧良黃蜂 | 45   | 45  | 32.1 | 56.5% | -    | 57.9%  | 8.7  | 0.5 | 0.3 | 1.2 | 8.8  |
| 2009–10  | 夏洛特山貓 | 51   | 27  | 22.8 | 57.4% | -    | 73.2%  | 6.3  | 0.3 | 0.3 | 1.1 | 6.5  |
| 2010–11† | 達拉斯小牛 | 74   | 74  | 27.8 | 65.4% | -    | 73.2%  | 9.4  | 0.4 | 0.5 | 1.1 | 10.1 |
| 2011–12  | 紐約尼克   | 62   | 62  | 33.2 | 67.9% | 0.0% | 68.9%  | 9.9  | 0.9 | 0.9 | 1.4 | 11.3 |
| 2012–13  | 紐約尼克   | 66   | 66  | 32.8 | 63.8% | -    | 69.4%  | 10.7 | 0.9 | 0.6 | 1.1 | 10.4 |
| 2013–14  | 紐約尼克   | 55   | 55  | 30.2 | 59.3% | 0.0% | 63.2%  | 9.6  | 1.1 | 0.7 | 1.1 | 8.7  |
| 2014–15  | 達拉斯小牛 | 75   | 75  | 30.5 | 66.6% | -    | 72.0%  | 11.5 | 1.1 | 0.6 | 1.2 | 10.3 |
| 2015–16  | 鳳凰城太陽 | 66   | 60  | 24.5 | 58.3% | 0.0% | 62.0%  | 8.7  | 1.0 | 0.5 | 0.7 | 7.2  |
| 2016–17  | 鳳凰城太陽 | 47   | 46  | 27.7 | 67.1% | -    | 73.4%  | 11.5 | 0.6 | 0.7 | 0.5 | 8.4  |
| 2017–18  | 鳳凰城太陽 | 46   | 46  | 25.1 | 64.7% | -    | 64.2%  | 9.1  | 1.2 | 0.7 | 0.6 | 6.5  |
| 職業生涯 | 職業生涯   | 1079 | 875 | 28.3 | 59.5% | 0.0% | 64.5%  | 9.4  | 0.9 | 0.6 | 1.2 | 8.6  |
| 2012–13  | 明星賽     | 1    | 0   | 17.0 | 40.0% | 0.0% | 100.0% | 8.0  | 0.0 | 0.0 | 0.0 | 7.0  |

### 季後賽
| 賽季     | 球隊       | GP | GS | MPG  | FG%   | 3P% | FT%   | RPG  | APG | SPG | BPG | PPG  |
| -------- | ---------- | -- | -- | ---- | ----- | --- | ----- | ---- | --- | --- | --- | ---- |
| 2005     | 芝加哥公牛 | 6  | 0  | 28.7 | 47.5% | -   | 69.6% | 9.7  | 1.3 | 0.2 | 2.2 | 11.7 |
| 2006     | 芝加哥公牛 | 6  | 0  | 17.3 | 66.7% | -   | 30.0% | 4.5  | 0.5 | 0.3 | 0.3 | 1.8  |
| 2008     | 紐奧良黃蜂 | 12 | 12 | 34.3 | 63.2% | -   | 62.5% | 10.3 | 0.4 | 0.4 | 1.7 | 8.0  |
| 2009     | 紐奧良黃蜂 | 4  | 4  | 23.5 | 50.0% | -   | 50.0% | 5.3  | 0.5 | 0.5 | 0.3 | 3.8  |
| 2010     | 夏洛特山貓 | 4  | 0  | 15.0 | 54.5% | -   | 66.7% | 2.5  | 0.5 | 0.5 | 0.8 | 3.5  |
| 2011†    | 達拉斯小牛 | 21 | 21 | 32.4 | 58.2% | -   | 67.9% | 9.2  | 0.4 | 0.6 | 0.9 | 8.0  |
| 2012     | 紐約尼克   | 5  | 5  | 33.4 | 44.0% | -   | 60.0% | 9.0  | 0.8 | 1.4 | 1.4 | 6.2  |
| 2013     | 紐約尼克   | 12 | 12 | 29.2 | 53.8% | -   | 75.0% | 7.3  | 0.3 | 0.7 | 1.2 | 5.7  |
| 2015     | 達拉斯小牛 | 5  | 5  | 32.0 | 65.5% | -   | 5.0%  | 10.8 | 0.2 | 0.6 | 1.2 | 10.2 |
| 職業生涯 | 職業生涯   | 75 | 59 | 29.3 | 56.6% | -   | 63.4% | 8.3  | 0.5 | 0.6 | 1.1 | 7.0  |